# تيري هاتشر
تيري لين هاتشر (بالإنجليزية: Teri Hatcher) (ولدت في 8 ديسمبر 1964) ممثلة أمريكية وكاتبة ومقدمة، عملت كمشجعة في اتحاد كرة القدم الأميركي سابقاً . عرفت عنها الأدوار التلفزيونية كدور لويس لين في سلسلة لويس وكلارك: مغامرات سوبرمان الجديدة، وكذلك بدور سوزان ماير على أي بي سي سلسلة كوميديا دراما ربات بيوت يائسات، من تصوير لويس لين على ABC . فازت بجائزة غولدن غلوب لأفضل ممثلة لعملها في مسلسل ربّات بيوت يائسات وثلاثة من جائزة نقابة ممثلي الشاشة، ورشّحت لنيل جوائز الإيمي برايم تايم.

## حياتها
ولدت تيري هاتشر في 8 ديسمبر 1964 في كاليفورنيا، أمّها استير، وهي مبرمجة كمبيوتر عملت في شركة لوكهيد مارتن، ووالدها أوين ولكر هاتشر فيزيائي نووي ومهندس كهربائي. والدها من أصل ويلزي إيرلندي (هاتشر قال انه أيضا تشوكتاو الأصل) وأمّها سورية إيرلندية.
قامت تيري هاتشر بدروس الباليه في مدرسة سان خوان من الرقص في لوس التوس. نشأت هاتشر بولاية كاليفورنيا. درست في إعدادية مانجو (الآن مدرسة سانيفيل الإعدادية)، و في ثانوية بفريمونت في سانيفيل، وكلية ودي انزا في كوبرتينو. متخرجة درست الرياضيات والهندسة.
في مارس 2006 كشفت هاتشر لمجلة فانيتي فير أنها تعرضت للاعتداء الجنسي من سن الخامسة من قبل ريتشارد هايس ستون، أحد أعمامها. وقالت ان والديها غير مدركين للتعاطي في ذلك الوقت. في عام 2002 ساعدت مقاطعة سانتا كلارا النيابة العامة في القبض على ستون بعد التحرش الجنسي الأخير الذي كانت ضحيته انثى انتحرت في سن ال 11. ستون أقر بأنه مذنب في أربع تهم التحرش الجنسي بطفل وحكم عليه بالسجن 14 عاما في السجن وفي مقابلة نشرت في مجلة فانيتي فير. توفي ستون من سرطان الامعاء في 19 أغسطس 2008، بعد أن قضى ست سنوات من عقوبته.

## روابط خارجية
- تيري هاتشر على موقع IMDb (الإنجليزية)
- تيري هاتشر على موقع روتن توميتوز (الإنجليزية)
- تيري هاتشر على موقع ألو سيني (الفرنسية)
- تيري هاتشر على موقع ميوزك برينز (الإنجليزية)
- تيري هاتشر على موقع تيرنر كلاسيك موفيز (الإنجليزية)
- تيري هاتشر على موقع أول موفي (الإنجليزية)
- تيري هاتشر على موقع قاعدة بيانات برودواي على الإنترنت (الإنجليزية)
- تيري هاتشر على موقع قاعدة بيانات الأفلام السويدية (السويدية)
- تيري هاتشر على موقع إن إن دي بي (الإنجليزية)
- تيري هاتشر على موقع قاعدة بيانات الفيلم (الإنجليزية)